# Louis Franchot
Charles-Louis-Félix, dit Louis Franchot (né le 16 septembre 1809 à Saint-Venant et décédé le 31 juillet 1881 à Ancerville dans la Meuse) est un fonctionnaire français des impôts, passé à la postérité pour ses recherches sur les moteurs à air chaud. 

## Biographie
Entrepreneur actif à Châteaudun puis à Paris, il présenta en 1838 à l'Académie des Sciences un projet de moteur à air chaud qui popularisa les idées de Sadi Carnot, mais qui ne fut couronné du prix Montyon qu'en 1853 ; ce moteur semble n'avoir jamais été fabriqué en France, et se trouva dépassé par les moteurs Stirling et Ericsson, fondés sur un principe similaire. 
Proche de Victor Considerant, c'est un partisan du fouriérisme.